# 邊見隆士
邊見 隆士（へんみ たかお、1958年5月21日 - ）は、日本の地方公務員。東京都都市整備局長や、東京都技監、東京都参与、東京都住宅供給公社理事長等を歴任した後、首都高速道路常務執行役員に就任。

## 人物・経歴
早稲田大学理工学部土木工学科卒業後、1983年東京都庁入庁。
東京都都市計画局総合計画部開発企画担当課長、東京都都市づくり政策部多摩開発企画課長、東京都都市づくり政策部政策調整担当課長、東京都都市整備局都市基盤部外かく環状道路担当課長、東京都都市基盤部街路計画課長等を経て、 2006年新宿区環境土木部長。2009年東京都都市整備局航空政策担当部長。
東京都都市整備局企画担当部長、東京都建設局河川部長等を経て、2013年東京都建設局道路監。2014年兼東京都オリンピック・パラリンピック準備局技監。2015年東京都都市整備局技監兼東京都オリンピック・パラリンピック準備局技監。
2016年東京都技監兼都市整備局長兼都市整備局技監兼首都圏新都市鉄道取締役。2018年に退職後、東京都住宅供給公社理事長に就任。同年東京都参与に就任し、築地市場移転問題を担当。2019年首都高速道路執行役員（計画・環境部担当、オリンピック・パラリンピック対応総括副担当）。2021年首都高速道路常務執行役員（計画・環境部担当、オリンピック・パラリンピック対応総括副担当）。